# Anisodes confiniscripta
Anisodes confiniscripta är en fjärilsart som beskrevs av W. Warren 1896. Anisodes confiniscripta ingår i släktet Anisodes och familjen mätare. Inga underarter finns listade i Catalogue of Life.